# Espinal (kommun i Colombia, Tolima, lat 4,15, long -74,91)
Espinal är en kommun i Colombia.   Den ligger i departementet Tolima, i den centrala delen av landet, 110 km sydväst om huvudstaden Bogotá. Antalet invånare är 76 226.